# (1968) Mehltretter
(1968) Mehltretter (aussi nommé 1932 BK) est un astéroïde de la ceinture principale, découvert le 29 janvier 1932 par Karl Wilhelm Reinmuth à l'observatoire du Königstuhl de l'Université de Heidelberg, en Allemagne. 
Il a été nommé en hommage à Johannes Peter Mehltretter, physicien et astronome allemand.